# Байкалово (Свердловская область)
Байкалово — село в Свердловской области России. Административный центр Байкаловского района и Байкаловского сельского поселения.
Расстояние от областного центра, города Екатеринбурга, 200 км (по автодороге 239 км) на восток-северо-восток.

## Происхождение названия
Существуют различные версии происхождения названия села:
- от тюркских слов «бай кул» — «богатое озеро», «богатая вода», «рыбное место»[4];
- от имени легендарного татарского тайши Байкала, улус которого якобы располагался на месте, где находится село[4][5].

## Физико-географическая характеристика

### Географическое положение
Байкалово расположено в устье рек Сарабайки, Липовки и Елинки при их впадении в реку Иленьку. В свою очередь, река Иленька является притоком реки Иленки, бассейн реки Ницы.
На восточной окраине села располагается пруд (водохранилище), образованный на реках Липовка и Елинка.

### Климат
Климат континентальный с долгой холодной зимой и коротким тёплым летом. Среднегодовая температура воздуха колеблется от +0,1 °C до −1.5 °C. Среднемесячная температура воздуха января: −15 °C, июля: +17 °C. Крайние пределы колебания температуры летом до +33 °C, зимой до −45 °C. Продолжительность безморозного периода составляет 99−112 дней.
Среднегодовое количество осадков 70 мм. Продолжительность периода с устойчивым снежным покровом составляет в среднем 160 дней, с 10 ноября по 10 апреля. Высота снежного покрова достигает 35 см.
Ветры преобладают западных и юго-западных направлений. Средняя скорость ветров в январе: 3,5 м/сек., в июле: 3 м/сек.

### Почва
Территория села относится к лесостепной зоне. Наиболее распространены чернозёмные и лесные типы почв. По механическому составу почвы глинистые и тяжелосуглинистые. Наблюдаются процессы заболачивания почв в низинах, ложбинах, западинах и долинах рек.

## История

### Первые поселения и основание слободы (до 1781)
Местность, где располагается Байкалово, в Средние века была заселена кочевыми финно-угорскими народами ханты и манси, а затем сибирскими татарами.
Современное село было основано русскими поселенцами около 1630 года и называлось Байкаловской слободой. Был сооружен острог для защиты от набегов кочевников, однако вскоре необходимость в нём отпала.
В 1774 году крестьяне Байкаловской слободы присоединились к восстанию Емельяна Пугачёва. Купцы из соседней Ирбитской слободы собрали вооружённый отряд и подавили бунт, чтобы не допустить переноса Ирбитской ярмарки из-за народных волнений в другое место.

### Волостное село (1781—1923)
В 1781 году был образован Ирбитский уезд. Байкалово стало центром Байкаловской волости Ирбитского уезда.
Жители села были государственными крестьянами. Они сеяли зерновые, лён и коноплю, разводили скот. Также они занимались ремёслами: ткацким, швейным, дубильным, гончарным, плотничным, кожевенным, маслобойным, кузнечным и дегтярным. Некоторые уходили на заработки на заводы, на золотые прииски, на Ирбитскую ярмарку, занимались извозом, продажей своих изделий.
В Байкалово находился центр прихода, к которому относились более десятка окрестных деревень. Во дни праздников в селе проводились многодневные ярмарки. Современное здание храма Покрова Божией Матери было построено в 1779—1800 годах и перестраивалось до 1882 года.
В 1838 году в Байкалово было открыто первое в Ирбитском уезде народное училище для мальчиков, а в 1860 году — для девочек. В 1901 году они были объединены, новое училище разместилось в специально построенном кирпичном здании в центре села.
В 1901 году было открыто первое в Ирбитском уезде Байкаловско-Чурманское сельскохозяйственное общество. В 1903—1918 годах действовал кооперативный маслозавод. Основанный Рагозиным Дмитрием Ивановичем. Развивалось коневодство: работали ипподром, конный базар, проводилась уездная выставка-продажа лошадей.
В 1912 году в селе появился земский фельдшер, затем были построены больница (1913—1922) и ветеринарная лечебница (1913).
Гражданская война (1917—1919)
Вслед за революцией в село пришла гражданская война. Зимой 1917—1918 годов в Байкалово впервые была установлена советская власть. В августе 1918 года власть перешла к Сибирскому правительству адмирала А. В. Колчака. Против войск Колчака действовал красный партизанский отряд. В августе 1919 года была вновь установлена советская власть. Почти три тысячи жителей Байкаловской волости сражались на полях Гражданской войны с обеих сторон.

### Районный центр (с 1923)
1920—30-е гг.
12 ноября 1923 года из Ирбитского уезда был выделен Байкаловский район, который вошёл в состав Ирбитского округа Уральской области. Байкалово стало районным центром. В 1929 году был создан укрупнённый район в составе Байкаловского, Еланского и части Знаменского районов. Центром укрупненного района стало село Микшино с переименованием его в Красное поле, а району присвоено название Краснополянский. Однако в 1931 года центр Краснополянского района был перенесен в Байкалово.
В 1920-х годах были созданы первые коммуны и товарищества. В 1929 году была предпринята попытка организовать крупнейшую в Зауралье коммуну-колхоз «Гигант» в составе Байкаловского, Еланского и Знаменского районов с центром в селе Краснополянском. Весной 1930 года коммуна-колхоз «Гигант» распалась на 150 небольших колхозов. В 1935 году была создана Байкаловская машинно-тракторная станция.
В 1920-е годы в селе заработал радиовещательный пункт (1925) и начала издаваться районная газета (1929). Были открыты школа крестьянской молодёжи (1925), детский сад (1926), колхозный университет (1929). В 1930 году после закрытия Покровского храма в его здании разместился клуб, а затем дом пионеров со спортивным залом, библиотекой и почтой. В том же году открыта народная библиотека. 
В 1930-е годы хирург байкаловской больницы Д. И. Мальгин одним из первых в России организовал пункт переливания крови на селе. По его инициативе в Байкалово были устроены водопровод и водонапорная башня, больница была увеличена, были обустроены клиническая лаборатория и рентген-кабинет, в отдаленных деревнях — фельдшерские пункты, в полевых бригадах — медицинские посты. В 1936 году байкаловская больница была признана лучшей в Свердловской области.
Великая Отечественная война (1941—1945)
Во время Второй мировой войны 7 тысяч жителей Байкаловского (Краснополянского) района сражались на фронте. 2485 из них погибли или пропали без вести. 
Жители села трудились в тылу, заготавливали хлеб. С лета 1941 года в школе были организованы ученические фронтовые отряды. Дети и помогали взрослым собирать урожай и заготавливать овощи на зиму, заготавливали дрова для школы и больницы. Отряд стал победителем во Всесоюзном соревновании школ на уборке военного урожая и награждался Почётными грамотами Министерства просвещения РСФСР и ЦК ВКП(б), трое участников отряда были награждены медалями «За доблестный труд в годы Великой Отечественной войны».
В 1941 году в село был эвакуирован Повенецкий детский дом. В 1944 основан детский дом-интернат (закрыт в 1971 году). В годы войны работал Дом инвалидов.
1950—60-е гг.
5 марта 1950 года Маршал Советского Союза Г. К. Жуков, избиравшийся депутатом Верховного Совета СССР от Ирбита и Ирбитского района, провёл встречу с избирателями села Байкалова в доме культуры.
В 1958 году Краснополянский район получил название Байкаловский. В 1963 Байкаловский район был упразднён и объединён с Ирбитским районом, но в 1965 году вновь восстановлен.
В 1950—60-е годы в Байкалово были созданы колхоз имени Калинина (1950), совхоз "Байкаловский" (1961), машинно-мелиоративная станция (1966), учебно-курсовой комбинат (техническое училище) (1970), открыта информационно-вычислительная станция (1970), основана газовая служба (1970).

#### Рабочий посёлок (1972—1991)
В 1972 году Байкалово получило статус рабочего посёлка.
В 1970—1980-х годах в районе были построены животноводческие корпуса, машинные мастерские, зерносушильные комплексы. В селе работали маслодельный и комбикормовый заводы, хлебокомбинат. По продаже государству продуктов земледелия и животноводства район неоднократно выходил на первые места в области. Лесная и деревообрабатывающая промышленность были представлены райпромкомбинатом и лесхозами. Основную часть своей продукции предприятия поставляли организациям и населению Байкаловского района, часть продукции вывозилась за пределы района, в города Свердловск, Камышлов, Тюмень.
Работал аэропорт местных воздушных линий, который связывал Байкалово с аэропортом Уктус Свердловска, аэропортами Ирбита и Туринской Слободы.
В это время в селе были открыты музыкальная школа (1977) и музей (1985), построены новые здания больницы и школы. В 1980 году торжественно отмечено 350-летие села.

#### Современность. Село Байкалово — центр сельского поселения и районный центр (после 1991)
В 1991 году Байкалово вновь получило статус села.
В 2006 году село стало центром Байкаловского сельского поселения, образованного слиянием Байкаловской, Ляпуновской, Липовской, Пелевинской, Комлевской, Шаламовской сельских администраций.
В селе работают сельскохозяйственные, промышленные и строительные предприятия, которые занимаются разведением зерновых культур и крупного рогатого скота, лесозаготовками, строительством. В 2002 году через Байкалово прошёл газопровод Талица—Ирбит.

## Население
| 1959  | 1970  | 1979  | 1989  | 2002  | 2010  | 2020  |
| ----- | ----- | ----- | ----- | ----- | ----- | ----- |
| 4423  | ↗5266 | ↗5500 | ↗6758 | ↘6144 | ↘5789 | ↗6457 |
| 2021  |       |       |       |       |       |       |
| ↘5912 |       |       |       |       |       |       |

## Экономика
Население района, в основном, занято в сельском хозяйстве, на сельскохозяйственных предприятиях, выращивающих зерновые культуры и крупный рогатый скот.
Промышленность и строительство представлены несколькими средними предприятиями, их профиль: строительство дорог, лесопереработка, строительство жилья и объектов инфраструктуры, переработка сельскохозяйственной продукции.
Пищевую промышленность представляют потребительское общество «Пищекомбинат» и филиал Ирбитского молочного завода.
Работают предприятия сферы услуг: кафе, закусочная и несколько десятков магазинов.

## Социальная сфера

### Образование
В Байкалово работает одна средняя общеобразовательная школа (в двух зданиях), специальная (коррекционная) общеобразовательная школа-интернат и Байкаловское профессиональное училище.
Дополнительное образование представлено школой искусств, спортивной школой и детско-юношеским центром.
Действует пять детских садов.
История байкаловской школы
Байкаловская школа была открыта Пермской палатой государственных имуществ в 1838 году как начальное народное училище для мальчиков. В 1870 году оно было передано в ведение земства. В 1868 году также было открыто начальное народное училище для девочек, которое было передано в ведение земства в 1875 году.
В 1901 году мужское и женское училища объединили в новом здании в центре села. Школа существовала на средства попечительского совета, который возглавил купец Д. А. Бахарев.
В 1920—1921 годах школа была преобразована в начальную школу первой ступени. В 1934-35 годах введено 7-летнее обучение, в 1937 году введён восьмой класс, в 1939 году осуществлён первый выпуск 10-го класса. В 1940 году школа переведена в новое здание, в старом расположилась школа-интернат. В 1988 году было построено современное здание школы.
В 2022 году в селе было построено и открыто второе здание Байкаловской средней общеобразовательной школы.

### Здравоохранение
В Байкалово работает центральная районная больница со стационаром на 83 койки, поликлиникой на 368 посещений и 9 фельдшерско-акушерскими пунктами.
Есть станция скорой помощи, санитарно-эпидемиологическая станция и аптеки.
История байкаловской больницы
В 1912 году в Байкалово был направлен фельдшер для оказания неотложной помощи населению. В 1913—1922 годах была построена больница.
С 1924 по 1937 годы в больнице работал хирург Д. И. Мальгин, который в 1930-х годах одним из первых в России устроил пункт переливания крови в селе. Благодаря ему в Байкалове появились водопровод, водонапорная башня, рентген и клиническая лаборатория. В деревнях были открыты фельдшерские пункты.
В 1986 году под руководством главврача Б. М. Куминова было построено современное здание больницы. С 2002 года Байкаловская больница носит имя Б. М. Куминова.

### Культура и спорт
В селе работают краеведческий музей, дом культуры, кинотеатр «Горизонт» на 240 мест, районная библиотека, детская районная библиотека, центр внешкольной работы, центр реабилитации молодёжи, стадион, лыжная база.

## Религия
В Байкалово находится центр Байкаловского благочиния Алапаевской епархии Екатеринбургской митрополии Русской православной церкви.
В селе расположен приход храма Покрова Божией Матери. Община образовалась вскоре после основания села, в XVII в. Современное здание храма заложено в 1779 году. Главный придел был освящён в 1800 году. В 1882 году храм был перестроен: поднят, расширен, украшен росписями. В 1929 году храм был закрыт, колокольня и купол уничтожены. В советское время в здании размещались дом культуры и дом пионеров. Возрождение байкаловского прихода началось в 1989 году, когда группа верующих подала заявление в Байкаловский райсовет с просьбой выделить им помещение или вернуть старое церковное здание. В 1991 году райсовет принял решение освободить основное здание церкви и передать его верующим, был зарегистрирован приход, а в 1993 году распоряжением главы сельского поселения здание было возвращено Русской православной церкви.
Сейчас в храме проводятся богослужения. С 1999 года работает церковно-приходская школа. С 2005 года возрождена Покровская ярмарка. Здание храма восстанавливается. По сохранившимся чертежам XIX века восстановлены иконостас и престол в южном Ильинском приделе. В центральном Покровском и южном Ильинском приделах сохранились фрагменты росписей.

## Объекты культурного наследия
Байкаловский районный краеведческий музей располагается в особняке купца Д. А. Бахарева, главном доме усадебного комплекса, который является ярким представителем кирпичного стиля конца XIX века. Здание построено в 1896 году. Является объектом культурного наследия областного значения.

## Транспорт
Автобус
С Байкаловской автостанции осуществляются регулярные автобусные рейсы в Екатеринбург, Тюмень, Талицу, Ирбит, Туринскую Слободу, Нижнюю Туру и другие города и сёла. Работает местное автобусное сообщение с деревнями и сёлами района.
Автомобиль
Автомобильный транспорт представлен сетью автомобильных дорог регионального значения:
- автомобильная дорога 65К-2820000 соединяет село Байкалово и город Ирбит, в противоположном направлении она следует до села Горбуновского;
- автомобильная дорога 65К-050600 соединяет село Байкалово и село Туринская Слобода, далее следует до города Туринска[6].

Автомобильные дороги местного значения связывают село с окрестными деревнями.
Железнодорожный транспорт
Ближайшие железнодорожные станции: Талица (50 км) и Ирбит (60 км).

## Известные жители
- Чащин Сергей Фёдорович (1891, дер. Чащина — 1983, Байкалово)  — хлебороб, Герой социалистического труда[36]
- Спирин Владимир Семёнович (1929, Байкалово — 2007, Санкт-Петербург) — китаевед, историк философии, кандидат философских наук[37]
- Вздорнов Герольд Иванович (род. 1936, Байкалово) — искусствовед, специалист в области древнерусского искусства и культуры. Доктор искусствоведения, член-корреспондент Российской Академии наук, лауреат Государственной премии СССР и Государственной премии РФ[38]
- Найш Валентин Евстигнеевич (1935, Байкалово — 2003, Екатеринбург) — учёный, доктор физико-математических наук, профессор, заслуженный деятель науки Российской Федерации[39]
- Скоморохов Михаил Юрьевич (род. 1949, Байкалово) — режиссёр, народный артист России[40]

## Галерея
- Администрация сельского поселения
- Ёлка на главной площади и Покровский храм
- Памятник погибшим в Великой отечественной войне
- Краеведческий музей в особняке купца Бахарева
- Первомайский сад
- Сквер Мальгина
- Байкаловский пруд
- Улица Мальгина, аграрно-техническое училище
- Школа-интернат в здании 1901 года
- Бывший дом священника
- Деревянный жилой дом
- Деревянный жилой дом
- Трёхэтажные дома в центре села и водонапорная башня
- Отделение Почты России
- Автостанция
- Знак на въезде в село